# Nguyễn Nguyên Thành
Nguyễn Nguyên Thành (1825-1887), tự Uẩn Phủ, hiệu Hương Phong, là một danh sĩ Việt Nam và cũng là một trong những lãnh tụ của Phong trào Văn thân cuối thế kỷ 19.

## Thân thế
Nguyễn Nguyên Thành sinh năm Ất Dậu (1825), người thôn Cẩm Ngọc, xã Đô Lương, tổng Đô Lương, huyện Lương Sơn, phủ Anh Sơn (nay là xã Đông Sơn, huyện Đô Lương), tỉnh Nghệ An.
Cha của Nguyễn Nguyên Thành là Nguyễn Hữu Tố, từng đỗ Cử nhân khoa Kỷ Mão (1819), từng làm Án sát, Bố chính hai tỉnh Sơn Tây và Hưng Yên, được bổ làm Hàn lâm trực học sĩ, mất năm Nhâm Tý (1852). Hai anh trai là Tú tài Nguyễn Nguyên Đấu và Cử nhân Nguyễn Nguyên Đốc, Nguyễn Nguyên Thành là con thứ 3. Theo sách "Quốc triều hương khoa lục" (Cao Xuân Dục chủ biên), ông còn có một người em trai là Nguyễn Đình Giác cũng đỗ Cử nhân.
Do ảnh hưởng từ cha và các anh trai, thời trẻ Nguyên Nguyên Thành đã nổi tiếng danh sĩ. Bấy giờ ở xứ Nghệ có câu: "Văn Giao, phú Tạo, thơ Thành", tức là văn hay có Nguyễn Văn Giao, phú giỏi có Hồ Sĩ Tạo, thơ đặc sắc có Nguyễn Nguyên Thành.

## Sự nghiệp quan trường
Nguyễn Nguyên Thành đậu Tú tài Khoa Bính Ngọ triều vua Thiệu Trị (1846) tại trường Nghệ An, hai năm sau ông đỗ Cử nhân năm Mậu Thân 1848, ông tiếp tục thi Hội và đỗ Đệ tam giáp đồng Tiến sĩ xuất thân khoa thi năm Tân Hợi, niên hiệu Tự Đức năm thứ 4 (1851), khi mới 27 tuổi.
Sau khi đỗ Đồng Tiến sĩ xuất thân, ông được bổ làm Biên tu ở Quốc sử quán, năm Nhâm Tý (1852), cha là Nguyễn Hữu Tố qua đời, ông xin cáo quan đưa linh cữu cha về quê nhà ở thôn Cẩm Ngọc an táng, mãn tang cha ông được bổ làm tri phủ Lý Nhân.
Sau khi được triều đình bổ dụng, ông làm đến bậc quan hàm Hồng lô tự thiếu khanh, sung nội các Tham biện.
Do có nhiều đóng góp cho triều đình, ông được vua Tự Đức nhiều lần ban thưởng, trong đó có nghiên đá Đoan Khê.
Vào một ngày đông, Nguyễn Nguyên Thành ốm nặng, ông được vua ban cho sâm quế và lộ phí về quê dưỡng bệnh. Ông lập một thư phòng bên cạnh núi Khải Sơn ở thôn Thuận Lạc, xã Trường Mỹ, huyện Lương Sơn (nay là xóm 8, xã Lạc Sơn, huyện Đô Lương, tỉnh Nghệ An) đã đọc sách và dưỡng bệnh. Tuy ốm đau nhưng ông vẫn rất minh mẫn, thấu hiểu việc đời nên thường được dân làng bái thỉnh chuyện làm ăn, lối sống hàng ngày.
Năm 1856, gia đình Nguyễn Nguyên Thành đóng góp nhiều công sức cùng dân phủ Anh Sơn xây dựng Văn miếu Anh Sơn tại xã Thanh Lưu, huyện Lương Sơn, nay là khu vực xã Lưu Sơn và thị trấn Đô Lương. Văn miếu Anh Sơn gồm 4 tòa: 2 tòa có 7 gian và 2 tòa có 4 gian. Hiện nay Văn miếu Anh Sơn không còn nữa .

## Thủ lĩnh nghĩa quân chống Pháp
Giữa cuối thế kỷ 19, người Pháp dùng vũ lực buộc triều đình Đại Nam ký kết các điều ước bất bình đẳng, chấp nhận quyền bảo hộ của người Pháp trên lãnh thổ Đại Nam. Chán nản thời cuộc, ông cáo quan về nghỉ vào năm 1875. Năm 1885, vua Hàm Nghi xuất bôn và hạ chiếu Cần Vương, ông mộ quân khởi nghĩa tại quê nhà cùng thời gian với Nguyễn Xuân Ôn và Lê Doãn Nhã. Dưới cờ của ông có các nghĩa sỹ: Nguyễn Nguyên Giới, Đinh Viết Kiểm (đốc vận binh lương), Võ Văn Vòng (đốc chiến), Lê Sỹ Hạnh, Lê Bá Thân (hiệp quản), Hoàng Văn Chín (tác vị), Trần Văn Sinh (Lãnh binh), Đinh Văn Ái, Phạm Đình Kiếng (suất đội), Thái Bà Đình (đốc binh)... với khoảng 300 nghĩa dũng. Ông đã chỉ huy các trận chiến đấu với định một số trận ở Đô Lương và các vùng xung quanh, sau đó phối hợp cùng với Tiến sĩ Nguyễn Xuân Ôn, Phó bảng Lê Doãn Nhã, Cử nhân Trần Quang Diệm, Cử nhân Đinh Nhật Tân... chiêu mộ nghĩa quân làm lễ tế cờ ở làng Quần Phương, Nghệ An, sau đó kéo lên đóng quân ở vùng núi huyện Yên Thành, lập căn cứ kháng chiến lâu dài. Tôn Thất Thuyết lấy danh nghĩa vua Hàm Nghi cử người tới phong Nguyễn Xuân Ôn làm An Tĩnh hiệp đốc quân vụ đại thần, có nhiệm vụ thống lĩnh nghĩa quân hai tỉnh Nghệ An, Hà Tĩnh chống Pháp. Lê Doãn Nhã được phong Phó tướng; Trần Quang Diệm, Đinh Nhật Tân, Nguyễn Nguyên Thành được cử làm Tán tướng quân vụ, cùng các thủ lĩnh được phong chức đề, đốc, hiệp quản khác như Đề Kiều, Đề Mậu, Đề Nhục, Lãnh Bảng, Lãnh Thừu, Lãnh Phương, Lãnh Tư, Đốc Nhạn, Đề Niên, Đề Vinh, Đề Thắng.
Khi nghĩa quân của Nguyễn Xuân Ôn thất bại, ông kéo quân lên vùng Cây Chanh Ngũ Võ, Hội Lâm thuộc huyện Anh Sơn bây giờ, định dựa vào thế hiểm yếu của núi rừng và phối hợp với nghĩa quân của Quản Bông đang hoạt động ở Con Cuông làm kế lâu dài.
Tại đây ông gặp Đinh Công Tráng sau khi thất bại ở Ba Đình (Thanh Hóa), Đinh Công Tráng cũng đem một số nghĩa quân vào đóng ở Vạn Thiện (Anh Sơn). Hai người mưu tính đánh địch nhưng mới ra quân đã thất bại. Hai ông tìm đường sang Thái Lan nhưng không được vì mưa to nước lũ. Trở về, Đinh Công Tráng bị địch phục kích bắn chết ở làng Trung Yên. Nguyễn Nguyên Thành định lấy vùng Môn Sơn Lục Dạ làm căn cứ. Nhưng vào một đêm, ông về đến Lãng Điên (Anh Sơn) thì bị lính Pháp ụp bắt, sau ít ngày bị giam ở nhà lao Vinh, ông đau nặng rồi qua đời (giữa tháng 11 năm 1887).

## Trước tác

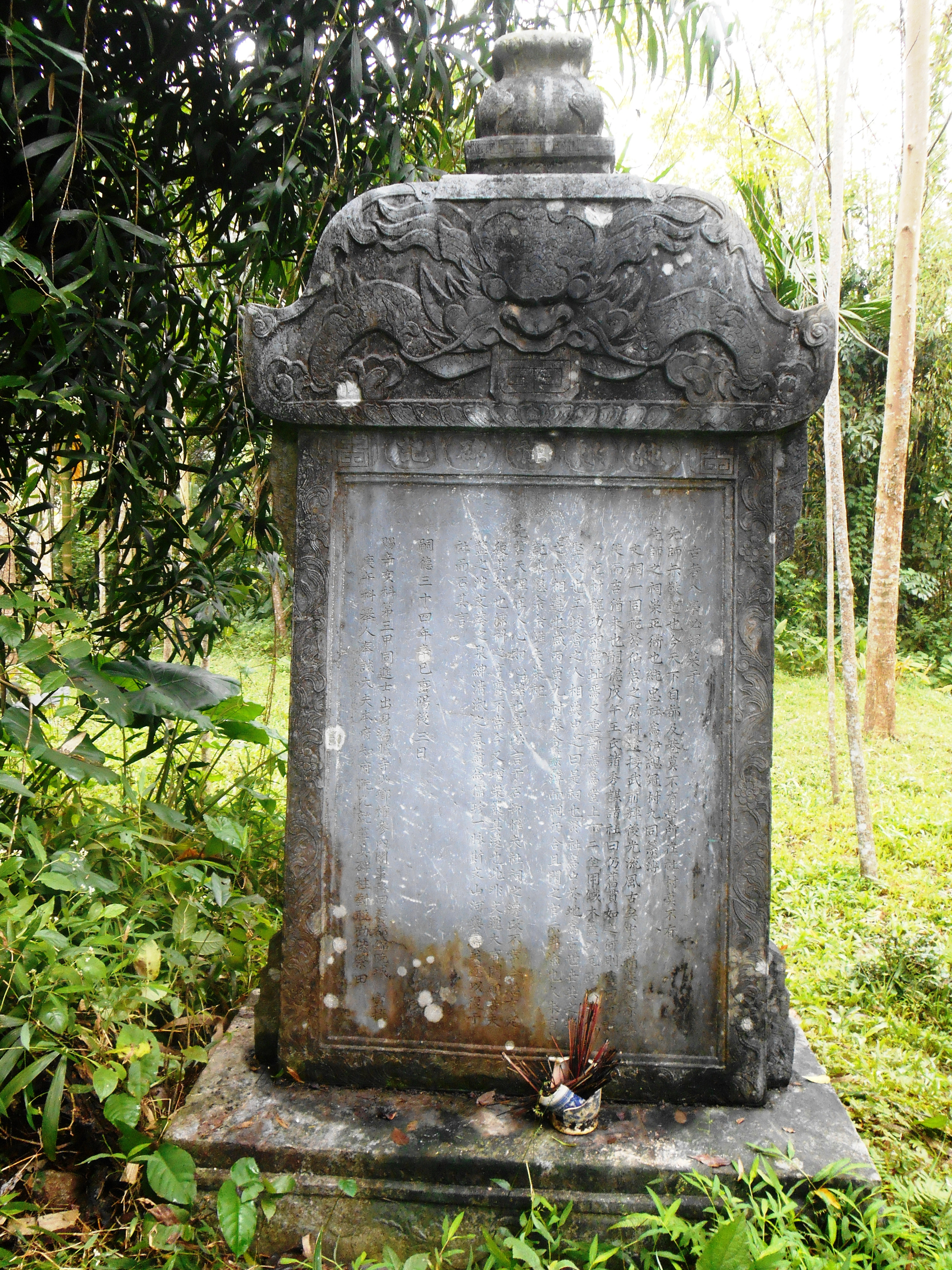
Bia ký xã Thuần Trung

Vốn nổi dang giỏi thơ từ nhỏ, Nguyễn Nguyên Thành làm nhiều thơ chữ Hán và Nôm, tuy nhiên trước tác của ông hiện nay còn lại không nhiều. Chỉ còn lại bài: Tự thuật, Ký Nguyễn Đức Đạt thám hoa, Ngẫu hứng...
Dưới đây là bản dịch bài Ký Nguyễn Đức Đạt thám hoa:
I.
Núi rừng, nghe nói bác tiêu dao
Cát bụi trần ai vấy được nào
Lắm bệnh, tôi lui về ở ẩn
Ha e chỉ trích thấp hay cao.
II.
Bờ Bắc, bờ Nam cách chuyến đò
Khi li, khi hợp chục năm dư
Thú vui gò suối không ai ghét
Đào nhạo, rườm tai bậc ẩn cư.

## Thờ tự
Nhà thờ ông nay ở Xóm 2 xã Đông Sơn, huyện Đô Lương, tỉnh Nghệ An. Hiện vẫn còn lưu giữ được nhiêu hiện vật như Bia đá (được làm năm Mậu Tý 1880, do các học trò là phó bảng, cử nhân, tú tài phụng soạn), Kiệu, sắc phong và các đồ tế khí liên quan.
Nhà thờ tiến sĩ Nguyễn Nguyên Thành được Ủy ban nhân dân tỉnh Nghệ An công nhận là Di tích lịch sử văn hóa.
Tên ông dự định đặt cho một con đường ngắn nối đường Hải Thượng Lãn Ông và đường Lý Tự Trọng tại phường Hà Huy Tập, thành phố Vinh nhưng nhiều ý kiến phản đối nên đã không thực hiện (đường này sau đặt là Phan Thái Ất).